# Cleofide
Cleofide es una ópera seria en tres actos con música de Johann Adolf Hasse y libreto de Pietro Metastasio, adaptado por Michelangelo Boccardi. Se estrenó el 13 de septiembre de 1731 en el Grosses Königliches Opernhaus am Zwingerhof de Dresde. 

## Historia

### Antecedentes
Para esta ópera se recuperó un libreto escrito por el Pietro Metastasio (1698 – 1782), el clásico Alessandro nell’Indie (Alejandro en la India), el cuarto de los cinco dramma per musica que Metastasio escribió para el Teatro delle Dame de Roma entre 1727 y 1730. Los otros cuatro libretos fueron: Dido abandonada; Siroe, rey de Persia; Catón en Útica; Semíramis reconocida y Artaserse. 
Las fuentes que utilizó Metastasio para su drama fueron: una biografía de Alejandro Magno del historiador romano Quinto Curcio Rufo, el drama de Jean Racine titulado Alejandro Magno y la obra del abate Claude Boyer titulada Poro o la generosidad de Alejandro.
Metastasio había escrito Alejandro en la India en 1726, pero no fue hasta 1729 que la dirección del Teatro delle Dame le encargó al compositor calabrés Leonardo Vinci (Strongoli, 1690 – Nápoles, 1730) que la musicara, estrenándose el 26 de diciembre.
Metastasio tuvo gran influencia sobre los compositores de ópera desde principios del siglo XVIII a comienzos del siglo XIX. Los teatros de más renombre representaron en este período obras del ilustre italiano, y los compositores musicalizaron los libretos que el público esperaba ansioso. Alejandro en la India es tal vez uno de los libretos que más éxito obtuvo, pues fueron más de 60 los compositores que le pusieron música.

### Representaciones
En 1731 el compositor alemán Johann Adolph Hasse (Bergedorf, 1699 – Venecia, 1783) compuso una ópera titulada Cleofide, con libreto de Michelangelo Boccardi, sobre el Alejandro en la India metastasiano. El estreno tuvo lugar en el Grosses Königliches Opernhaus am Zwingerhof de Dresde el 13 de septiembre de 1731. 
Hasse volvió al mismo tema para una nueva producción en el Teatro San Giovanni Gristostomo de Venecia el 4 de noviembre de 1736, sin embargo la música fue casi por completo diferente. En aquella ocasión, se usó el título original del libreto de Metastasio: Alessandro nell'Indie.
En las estadísticas de Operabase Archivado el 14 de mayo de 2017 en Wayback Machine. aparece con solo tres representaciones en el período 2005-2010.

## Personajes

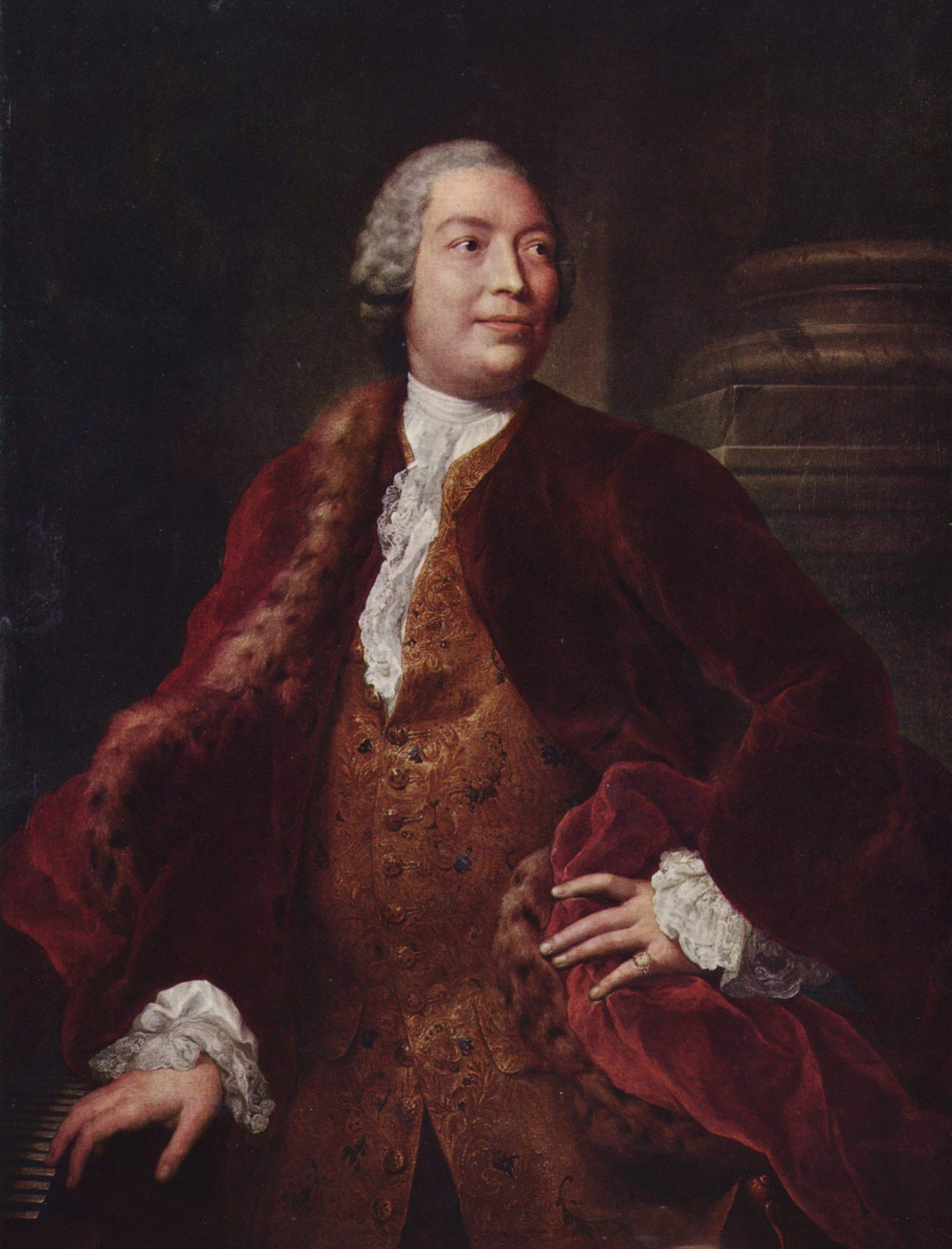
Retrato de Domenico Annibali, por Raphael Mengs (1750).)

| Personaje                                                                     | Tesitura                      | Reparto del estreno, 13 de septiembre de 1731 (Director: Johann Adolf Hasse) |
| ----------------------------------------------------------------------------- | ----------------------------- | ---------------------------------------------------------------------------- |
| Alessandro Magna (Alejandro Magno), rey de Macedonia y forjador de un imperio | soprano castrato / sopranista | Domenico Annibali (Domenichino)                                              |
| Poro (Poro), un gobernante hindú del Punjab                                   | alto castrato / sopranista    | Domenico Campioli                                                            |
| Cleofide, princesa india, prometida de Poro                                   | contralto / soprano           | Faustina Bordoni-Hasse                                                       |
| Erissena, hermana de Poro                                                     | soprano                       | Maria Santina Cattaneo                                                       |
| Gandarte, general del ejército de Poro, prometido de Erissena                 | soprano castrato / sopranista | V. Rocchetti                                                                 |
| Timagene, general de Alejandro                                                | alto castrato / contralto     | Pozzi                                                                        |

## Argumento

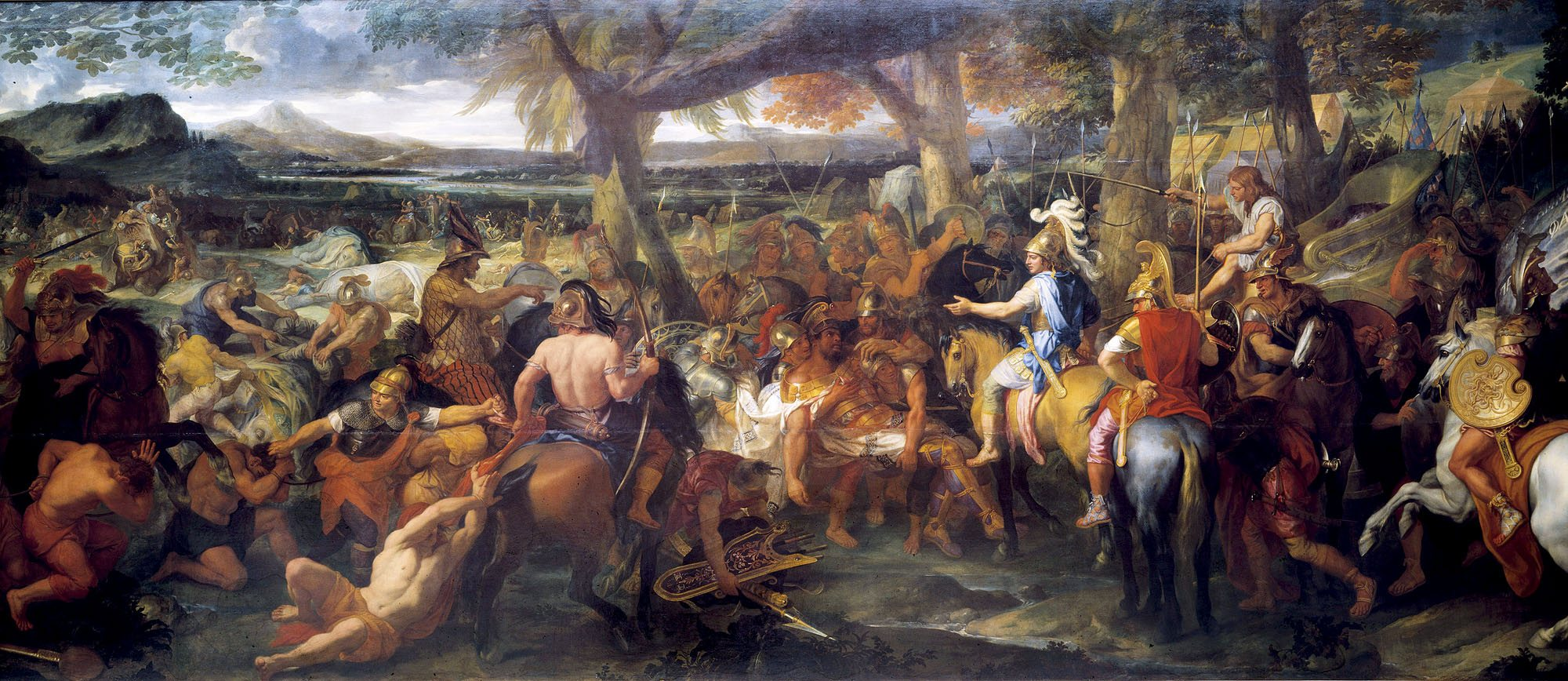
Alejandro y Poro, Charles Le Brun, (1673).

La historia se basa en la clemencia de Alejandro Magno hacia el derrotado  Poro, rey de lo que actualmente sería el territorio de Panyab (India). La princesa india Cleofide pretende liberar a Poro, su prometido, enamorando a Alejandro... A la rivalidad política, complicada por la ambición del general Gandarte, se añade el inevitable conflicto del triángulo amoroso con la presencia de la princesa Cleofide, por cuya posesión compiten aquellos dos monarcas.

## Grabaciones
Hasse: Cleofide, Cappella Coloniensis
- Director: William Christie
- Personajes: Erissena/Alessandro/Gandarte/Cleofide/Poro/Timagene
- Cantantes: Agnès Mellon/Dominique Visse/Randall Wong/Emma Kirkby/Derek Lee Ragin/David Cordier
- Fecha de la grabación: 1986
- Sello discográfico: Capriccio